# Seleção Lituana de Basquetebol
A Seleção Lituana de Basquetebol representa a Lituânia em competições de basquetebol. Apesar do pequeno tamanho do país, com uma população de apenas 3 milhões de pessoas, o fanatismo do povo lituano pelo basquete torna sua seleção uma das mais  fortes equipes da FIBA Europa. Após a disseminação do esporte no país por estadunidenses descendentes de lituanos, Lituânia venceu os dois últimos  EuroBasket antes da Segunda Guerra Mundial, que resultou na incorporação do país pela União Soviética. Restaurada com a independência da Lituânia em 1990, a seleção lituana logo se firmou na elite do basquete mundial. Com jogadores bem-sucedidos na NBA - Šarūnas Marčiulionis, Arvydas Sabonis, Jonas Valančiūnas - ou Euroliga - Šarūnas Jasikevičius, Ramūnas Šiškauskas, Linas Kleiza - a Lituânia venceu três bronzes nos Jogos Olímpicos, um bronze no Mundial de 2010, e um terceiro EuroBasket em 2003. Atualmente é 6° colocada no ranking da FIBA.

## Medalhas
- Jogos Olímpicos
  -  Bronze (3): 1992, 1996 e 2000

- Campeonato Mundial
  -  Bronze (1): 2010

- EuroBasket
  -  Ouro (3): 1937, 1939 e 2003
  -  Prata (3): 1995, 2013 e 2015
  -  Bronze (1): 2007

## Equipe Atual
(*) Baseado na equipe que disputou os Jogos Olímpicos de 2016.
| Seleção Lituana - Jogos Olímpicos de 2016 | Seleção Lituana - Jogos Olímpicos de 2016 | Seleção Lituana - Jogos Olímpicos de 2016 | Seleção Lituana - Jogos Olímpicos de 2016 | Seleção Lituana - Jogos Olímpicos de 2016 | Seleção Lituana - Jogos Olímpicos de 2016 |
| #                                         | Pos.                                      | Nome                                      | Altura                                    | Nasc.                                     | Clube                                     |
| ----------------------------------------- | ----------------------------------------- | ----------------------------------------- | ----------------------------------------- | ----------------------------------------- | ----------------------------------------- |
| 4                                         | A                                         | Marius Grigonis                           | 1,94m                                     | 26/04/1994                                | ICL Manresa                               |
| 5                                         | AR                                        | Mantas Kalnietis                          | 1,96m                                     | 06/09/1986                                | EA7 Emporio Armani                        |
| 6                                         | A                                         | Mindaugas Kuzminskas                      | 2,04m                                     | 19/10/1989                                | New York Knicks                           |
| 7                                         | P                                         | Adas Juškevičius                          | 1,94                                      | 01/11/1979                                | Lietuvos Rytas                            |
| 8                                         | A                                         | Jonas Mačiulis                            | 1,98m                                     | 10/02/1985                                | Real Madrid                               |
| 9                                         | A                                         | Edgaras Ulanovas                          | 1,98m                                     | 7/01/1992                                 | Žalgiris Kaunas                           |
| 10                                        | AR                                        | Renaldas Seibutis                         | 1,96m                                     | 23/07/1985                                | Žalgiris Kaunas                           |
| 11                                        | P                                         | Domantas Sabonis                          | 2,11m                                     | 03/05/1996                                | Oklahoma City Thunder                     |
| 12                                        | P                                         | Antanas Kavaliauskas                      | 2,09m                                     | 19/09/1984                                | Lietuvos Rytas                            |
| 13                                        | AP                                        | Paulius Jankūnas                          | 2,05m                                     | 29/04/1984                                | Žalgiris Kaunas                           |
| 15                                        | P                                         | Robertas Javtokas                         | 2,11m                                     | 20/03/1980                                | Žalgiris Kaunas                           |
| 17                                        | P                                         | Jonas Valančiūnas                         | 2,11m                                     | 06/05/1992                                | Toronto Raptors                           |
|                                           |                                           |                                           |                                           | Técnico                                   | Jonas Kazlauskas                          |